# Тектонічні деформації
Тектонічні деформації (рос. тектонические деформации, англ. tectonic deformations, нім. tektonische Verformungen f pl) — зміни в умовах залягання, текстурі і структурі гірських порід земної кори і верх. мантії, які викликаються механіч. напруженнями в літосфері. Наслідком Т.д. є тектонічні порушення або дислокації, які розділяються на три класи: розривні (диз'юнктивні), складчасті (плікативні) і ін'єктивні. Серед розривних дислокацій одні утворюються в умовах розтягнення — скиди, інші в умовах стиснення — підкиди, насуви, покриви тектонічні (шар'яжі), треті — в умовах сколювання — зсуви. Серед складчастих дислокацій розрізняють складки г.п. подовжнього і поперечнього вигину, а також сколювання. Ін'єктивні дислокації пов'язані з впровадженням в породи осадового шару земної кори магми або осадових, а також метаморфізованих порід аномально малої густини або в'язкості — солей, глин, ґнейсів.